# Sclerocactus wrightiae
Sclerocactus wrightiae es una especie de planta de flores perteneciente a la familia Cactaceae. 

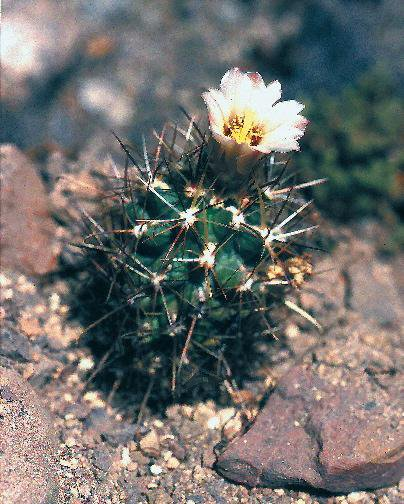
Vista de la planta

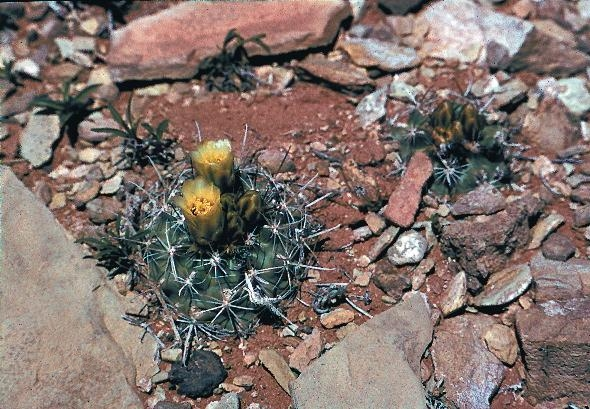
En su hábitat

## Distribución y hábitat
Es endémica de  Estados Unidos en Utah. Su hábitat natural son los áridos desiertos.  Es una especie rara en la vida silvestre. Sclerocactus wrightiae está en el desierto de la meseta de Colorado en la grava, arena, terreno plano básico o en colinas bajas en altitudes 1200-1800 metros. Crece allí a menudo asociada con Sclerocactus parviflorus subsp. terrae-canyonae, Sclerocactus parviflorus subsp. parviflorus, Pediocactus bradyi subsp. winklerorum y especies de  Yucca.

## Descripción
Es una planta perenne carnosa y globosa-cilíndrica, esférica oprimida que alcanza tamaño de altura y diámetro de 4 cm a 6 cm. Las flores en forma de embudo  tienen una longitud y un diámetro de 2 a 2,5 cm. La floración es generalmente de color amarillo, raramente blanco al rosa. El período de floración comienza a finales de abril.

## Taxonomía
Sclerocactus wrightiae fue descrita por Lyman David Benson y publicado en Cactus and Succulent Journal 38(2): 55–57, f. 5–6. 1966.
Etimología
Sclerocactus: nombre genérico que deriva del griego y significa "cacto duro o cruel" y es una referencia a las espinas ganchudas que se adhieren firmemente a lo que tenga contacto con ellas.
wrightiae: epíteto  otorgado en honor de la botánico Dorothea Wright.
Sinonimia
- Pediocactus wrightiae
- Ferocactus wrightiae[4]